# روي هيوز وليامز
روي هيوز وليامز (بالإنجليزية: Roy Hughes Williams)‏ هو قاضي ومحامي أمريكي، ولد في 1 سبتمبر 1874 في ميلان في الولايات المتحدة، وتوفي في 18 ديسمبر 1946 في كولومبوس في الولايات المتحدة.